# Kinkerbuurt

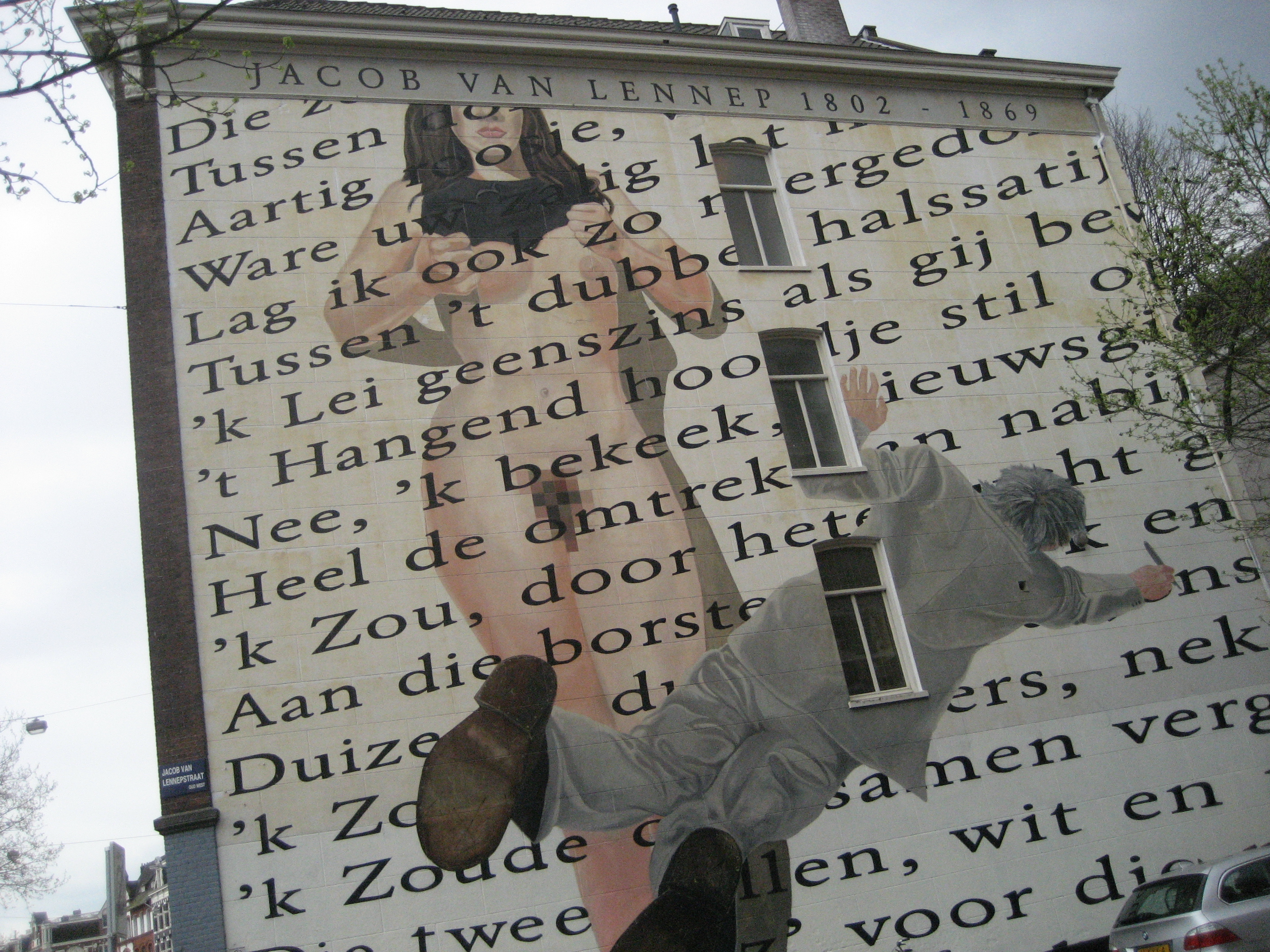
Poème mural de Jacob van Lennep dans le Kinkerbuurt

Le Kinkerbuurt est un quartier populaire de l'arrondissement West d'Amsterdam, aux Pays-Bas. Il est traversé par Kinkerstraat, sa principale artère, nommée en l'honneur du poète, avocat et philosophe néerlandais Johannes Kinker. Le quartier a été aménagé à partir de la fin du XIXe siècle puis au début du XXe siècle, alors que la ville connaissait une très forte croissance. Tout comme les nouveaux quartiers de l'arrondissement de Oost, le quartier se composait initialement de résidences bon marché destinées en priorité aux classes moyennes inférieures. Les rues du quartier sont baptisées en l'honneur d'écrivains et de poètes.